# العلاقات المارشالية الغامبية
العلاقات المارشالية الغامبية هي العلاقات الثنائية التي تجمع بين جزر مارشال وغامبيا.

## مقارنة بين البلدين
هذه مقارنة عامة ومرجعية للدولتين:
| وجه المقارنة                                              | جزر مارشال                     | غامبيا       |
| --------------------------------------------------------- | ------------------------------ | ------------ |
| المساحة (كم2)                                             | 181                            | 11.30 ألف    |
| عدد السكان (نسمة)                                         | 53.13 ألف                      | 2.10 مليون   |
| الكثافة السكانية (ن./كم²)                                 | 29.35 ألف                      | 185.84       |
| العاصمة                                                   | ماجورو                         | بانجول       |
| اللغة الرسمية                                             | لغة إنجليزية، اللغة المارشالية | لغة إنجليزية |
| العملة                                                    | دولار أمريكي                   | دالاسي غامبي |
| الناتج المحلي الإجمالي (بليون دولار)                      | 199.40 مليون                   | 1.01 مليار   |
| الناتج المحلي الإجمالي (تعادل القوة الشرائية) بليون دولار | 207.25 مليون                   | 3.34 مليار   |
| الناتج المحلي الإجمالي الاسمي للفرد دولار أمريكي          | 3.38 ألف                       | 471          |
| الناتج المحلي الإجمالي للفرد دولار أمريكي                 | 3.80 ألف                       |              |
| مؤشر التنمية البشرية                                      |                                | 0.441        |
| رمز المكالمات الدولي                                      | +692                           | +220         |
| رمز الإنترنت                                              | .mh                            | .gm          |
| المنطقة الزمنية                                           | ت ع م+12:00                    | 00           |

## منظمات دولية مشتركة
يشترك البلدان في عضوية مجموعة من المنظمات الدولية، منها:
| علم المنظمة | اسم المنظمة                                 | تاريخ انضمام جزر مارشال | تاريخ انضمام غامبيا |
| ----------- | ------------------------------------------- | ----------------------- | ------------------- |
|             | مؤسسة التنمية الدولية                       | 19 يناير 1993           | 18 أكتوبر 1967      |
|             | مؤسسة التمويل الدولية                       | 23 سبتمبر 1992          | 19 سبتمبر 1983      |
|             | منظمة حظر الأسلحة الكيميائية                | ?                       | ?                   |
|             | الأمم المتحدة                               | 17 سبتمبر 1991          | 21 سبتمبر 1965      |
|             | الاتحاد الدولي للاتصالات                    | 22 فبراير 1996          | 27 مايو 1974        |
|             | منظمة الشرطة الجنائية الدولية               | ?                       | ?                   |
|             | البنك الدولي للإنشاء والتعمير               | 21 مايو 1992            | 18 أكتوبر 1967      |
|             | مجموعة دول أفريقيا والكاريبي والمحيط الهادئ | ?                       | ?                   |
|             | يونسكو                                      | 30 يونيو 1995           | 1 أغسطس 1973        |

## وصلات خارجية
- موقع وزارة الخارجية الغامبية